# Coelogyne salmonicolor
Coelogyne salmonicolor är en orkidéart som beskrevs av Heinrich Gustav Reichenbach.
Coelogyne salmonicolor ingår i släktet Coelogyne och familjen orkidéer. Artens utbredningsområde är Sumatra. Inga underarter finns listade i Catalogue of Life.